# ハーフィズ (クルアーン)
ハーフィズ（アラビア語: حافظ, ラテン文字転写: ḥāfiẓ, 複数形: حُفَّاظ ḥuffāẓ, 女性形: حافظة ḥāfiẓa）とはクルアーンを暗唱できる人物に与えられる称号である。

## 概要

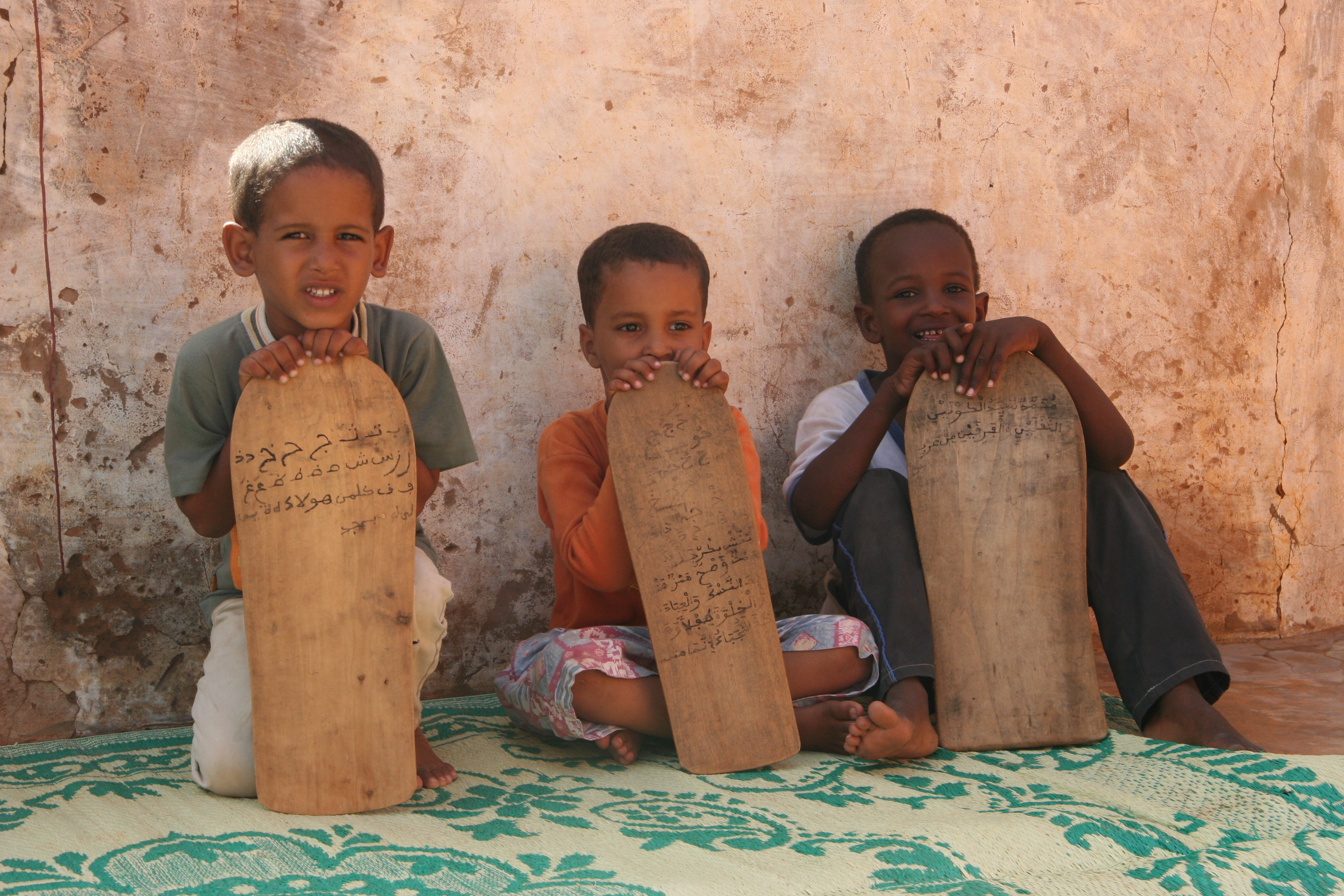
クルアーンを学ぶ子供たち（モーリタニア）

イスラム教社会では尊敬の対象となる。ウラマーになるためには初期段階としてハーフィズの称号を得ることを求められる。
ハーフィズの称号を得るためにはウラマーによる試験を受ける必要がある。
称号を得た人物は名前にハーフィズを入れていることが多く、イスラム教徒の人名にハーフィズの名称が含まれている場合は称号を意味している。
しかし、近代では中東の辞書にその他の意味として役立たずと書かれることもあり、これはクルアーンを暗唱できるのにクルアーンの内容をまったく理解していないことを揶揄している。特に非アラビア語圏ほどこの傾向が強い。
あるいはクルアーンのごく一部を暗唱しただけで残りはモスクに金銭を積んで代わりにしてしまうことが横行したために、金で買える称号という揶揄も込められている。